# 錐吻圓電鰻
錐吻圓電鰻，為輻鰭魚綱電鰻目線鰭電鰻科的其中一種，為熱帶淡水魚，分布於南美洲亞馬遜河等流域，體長可達50公分，棲息在底中層水域，生活習性不明。